# Oberhain
Oberhain település Németországban, azon belül Türingiában. Lakosainak száma 652 fő (2018. december 31.).

## Fekvése
Bad Blankenburgtól délnyugatra fekvő település.

## Története
Oberhain nevét először egy 1370-ben kelt dokumentumban említették Obirn Hayn alakban. A múltban különösen a bányászata volt jelentős. A 19. században pedig a város fontos bevételi forrásai közé tartozott az olívaolaj kereskedelem.
1918-ig a hely a Schwarzburg-Rudolstadt hercegség területéhez tartozott.
1950. július 1-jén Barigau, Mankenbach és Unterhain korábban önálló településeket is Oberhainhoz csatolták
.

## Népesség
A település népességének változása:

| 2014 | 712 |
| 2018 | 652 |